# Rewey
Rewey – wieś w Stanach Zjednoczonych, w stanie Wisconsin, w hrabstwie Iowa.